# Тероріум
«Тероріум» — роман у жанрі альтернативної історії українського письменника Василя Кожелянка; вперше надрукований у видавництві «Кальварія» у 2002 році. Шостий роман книжкової серії «Дефіляди».
Книга вважається пророчою, оскільки в ній Кожелянко ще у 2002 році передбачив Помаранчеву революцію 2004 року на Майдані.

## Синопсис
| Твори визнаного майстра жанру альтернативної історії Василя Кожелянка користуються у читача заслуженою популярністю: п’ять його романів-анекдотів, включно з культовою «Дефілядою в Москві», що вийшли у 2001 році, вже практично зникли з полиць книгарень. Проте навіть шанувальників Кожелянка «Тероріум» неабияк здивує: політична фантасмагорія з упізнаваними персонажами — це нове слово й новий щабель для письменника. Захопливий сюжет, дотепні діалоги, пародія на Україну нинішню в проекції на невеселе майбутнє — все це дозволяє стверджувати, що новий роман Василя Кожелянка — найкраще з досі ним написаного… |

## Видання
- 2002 — видавництво «Кальварія».[1][2][5]

## Відгуки літкритиків
Книга отримала позитивні відгуки від українських літкритиків.